# بوشيني أطلسي
بوشيني أطلسي (الاسم العلمي: Puccinia atlantica) هو نوع من الفطريات يتبع جنس البوشيني من فصيلة البوشينية.